# Euphorbia canariensis
Euphorbia canariensis är en törelväxtart som beskrevs av Carl von Linné. Euphorbia canariensis ingår i släktet törlar, och familjen törelväxter.
Artens utbredningsområde är Kanarieöarna. Inga underarter finns listade i Catalogue of Life.

## Bildgalleri

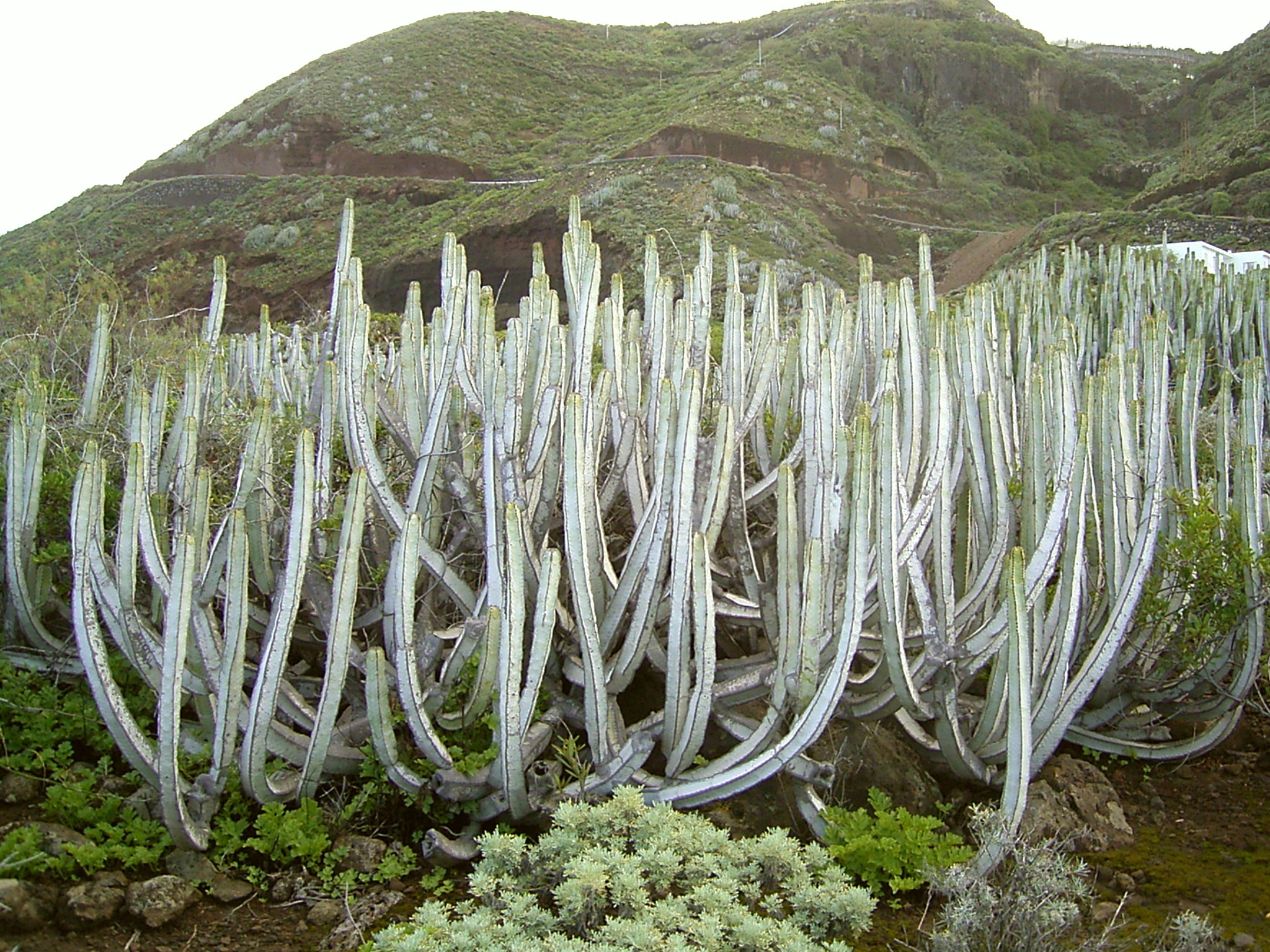
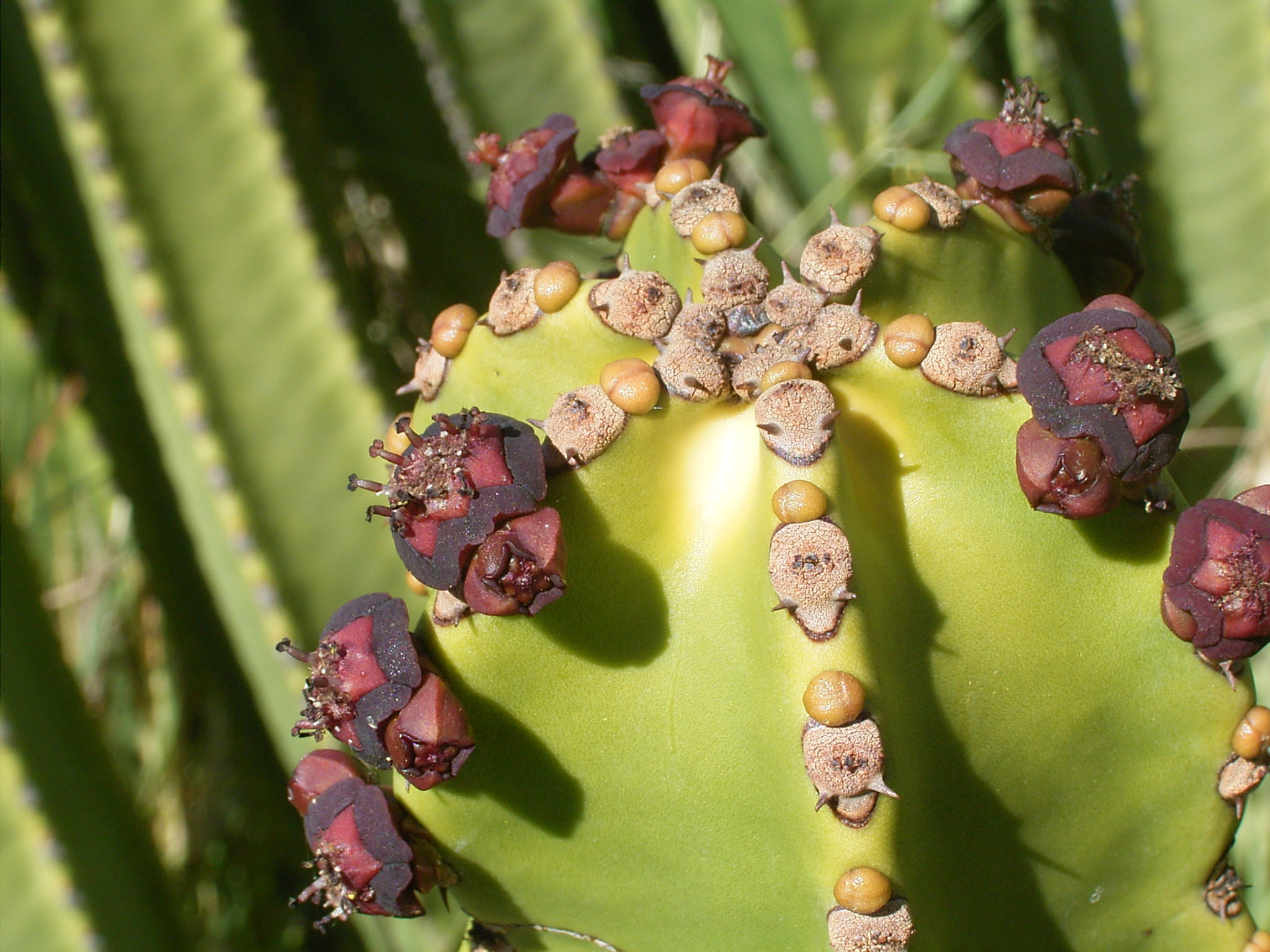
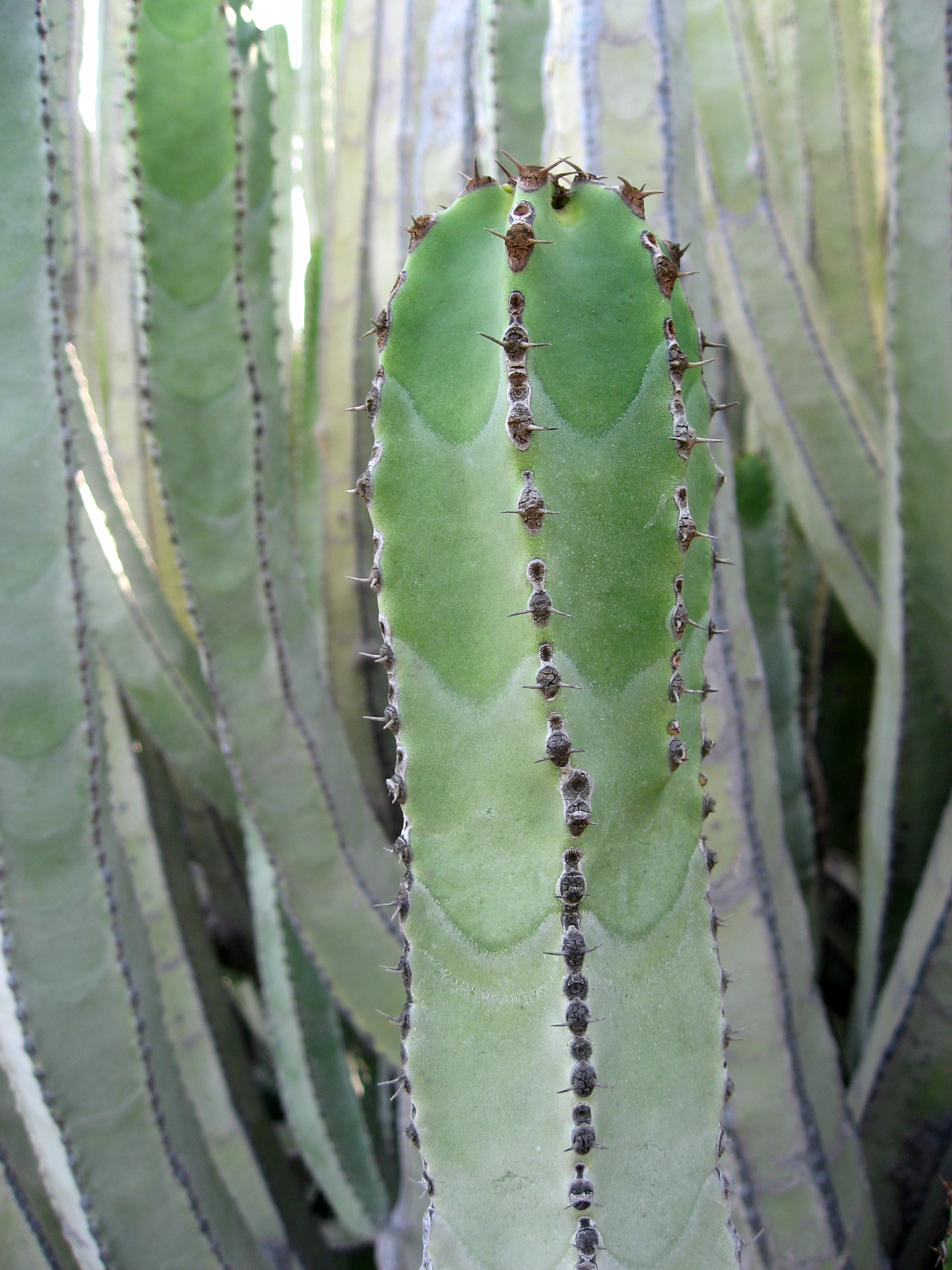
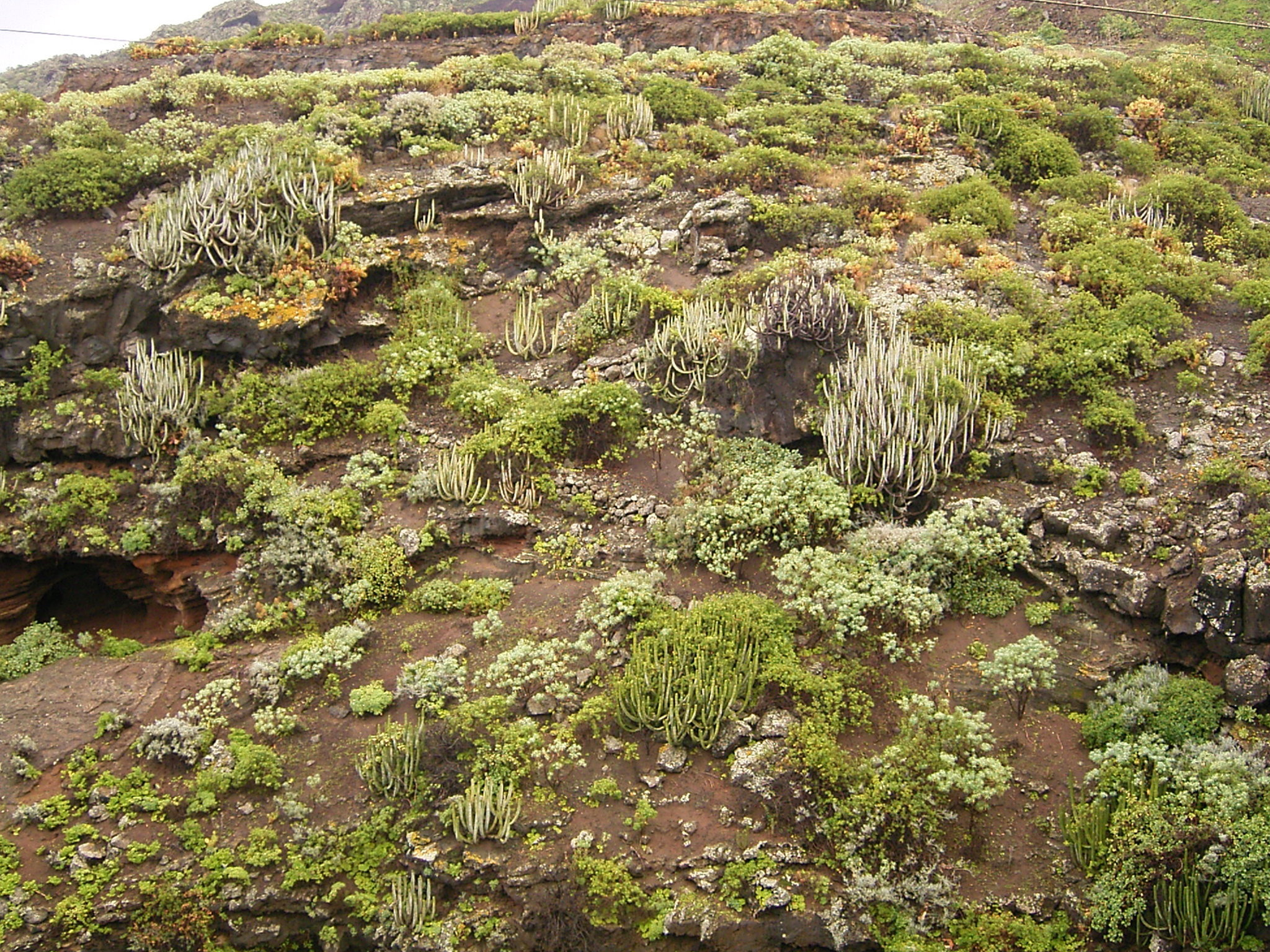
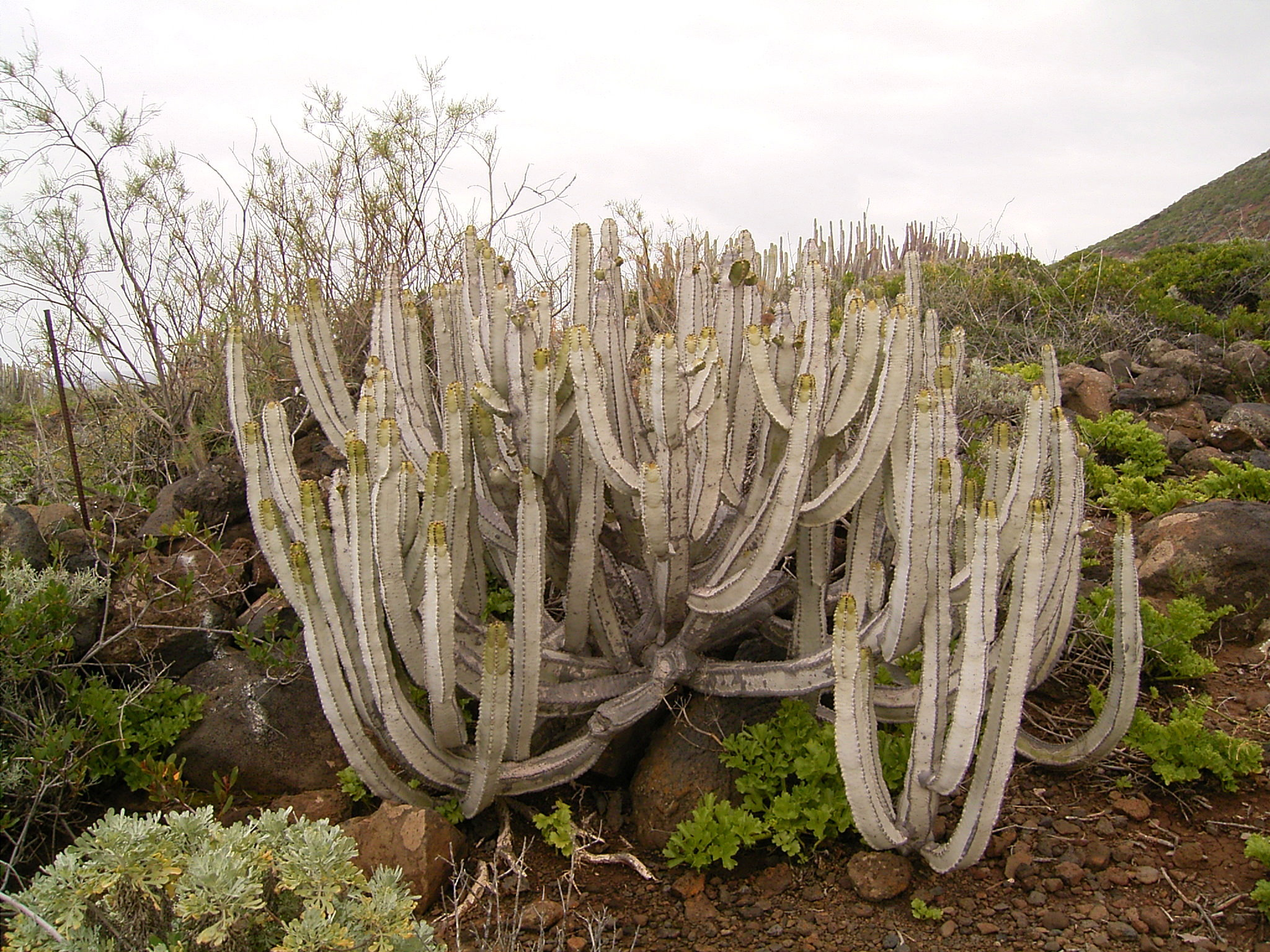
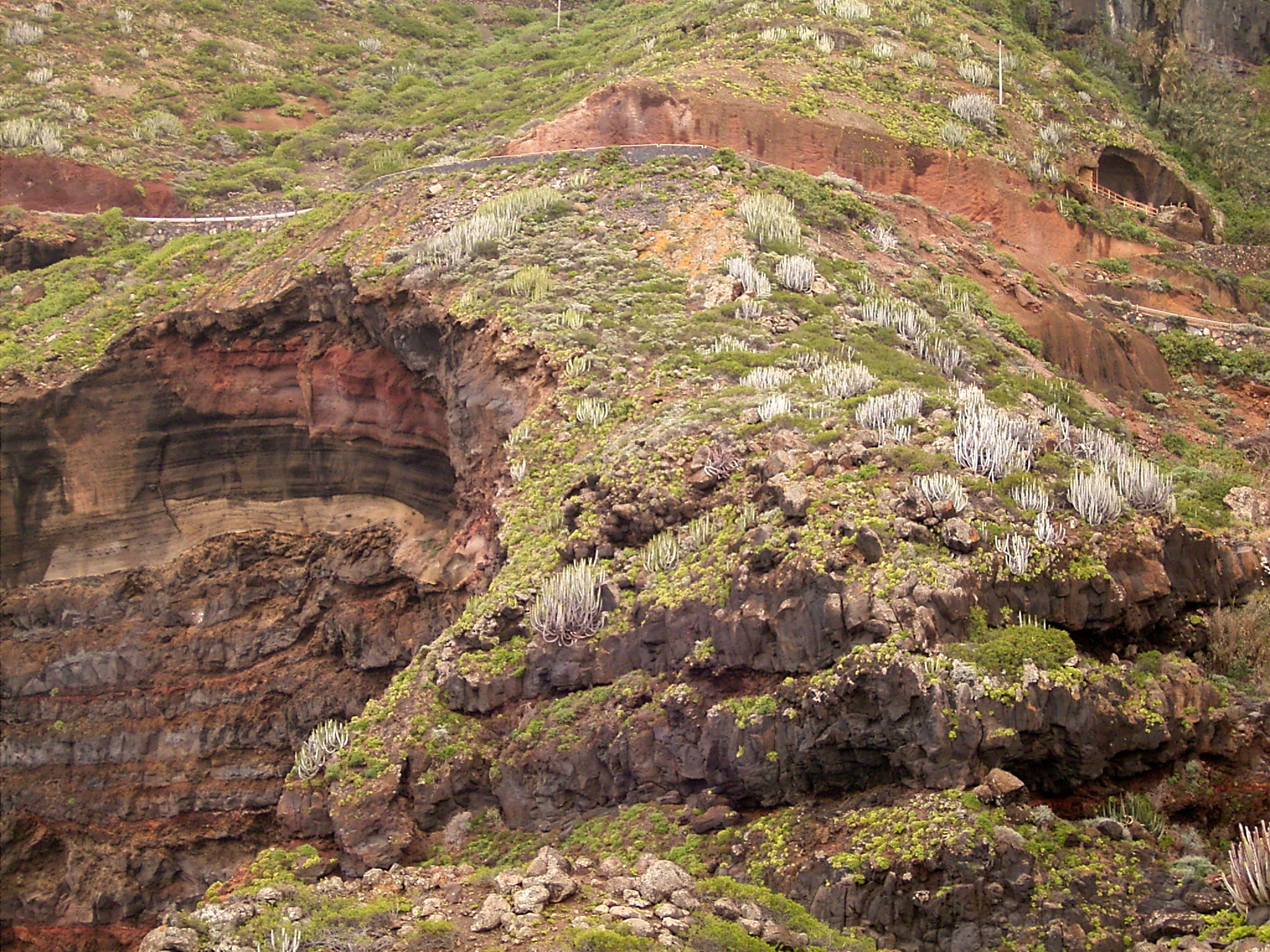